# HD 9446 c
HD 9446 c是环绕恒星HD 9446公转的太阳系外行星，于2010年1月5日公布。它位于三角座，距离地球约172光年。